# Tacciana Pauława
Tacciana Siarhiejeuna Pauława (błr. Таццяна Сяргееўна Паўлава; ur. 26 października 1999) – białoruska zapaśniczka walcząca w stylu wolnym. Zajęła piąte miejsce na mistrzostwach świata w 2023 roku. 
Ósma na mistrzostwach Europy w 2024. Druga na ME U-23 w 2021 roku.